# Front unique

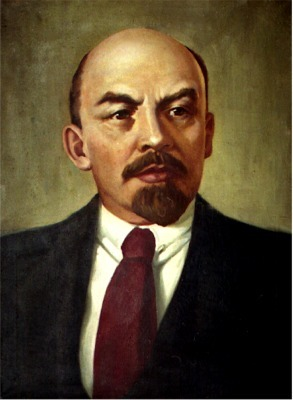
Tableau d'Alexej Konstantinovich Nesterenko (décédé en 1942) figurant Lénine. C'est une huile sur toile, de taille 71 x 53 cm, peinte en 1938. C'est un exemple de réalisme socialiste.

Le Front unique est une tactique mise au point lors du troisième congrès de l'Internationale communiste qui invite les communistes à rassembler les ouvriers, dans toute leur diversité, autour d'actions communes menées contre la bourgeoisie. En d'autres termes, le Front unique est « l'unité de tous les travailleurs désireux de combattre le capitalisme ».

## Une tactique militante
Dans la tradition socialiste et plus spécifiquement marxiste, le Front unique est une tactique qui permet de faire collaborer des militants qui ne sont pas d'accord sur tout, sans pour autant gommer leurs désaccords.

## Origines
C'est la Troisième Internationale qui développe en détail cette tactique. Selon l'analyse de la Troisième Internationale, les partis socialistes, qui ont soutenu avec enthousiasme la première guerre mondiale, ont ainsi montré qu'on ne peut aucunement leur faire confiance pour transformer le capitalisme en une nouvelle société. 
Cependant, des millions de travailleurs continuent de soutenir ces partis et les syndicats liés à ces partis. 
La tactique du Front unique consiste à proposer à ces partis de travailler ensemble dans des combats spécifiques, pour des objectifs partiels. Ainsi le manque de confiance dans ces partis ne doit pas empêcher de travailler avec eux contre le racisme, pour des augmentations salariales, pour des mesures sociales etc. 
Selon la théorie du Front unique c'est en combattant aux côtés d'un grand nombre de travailleurs qui ont des illusions dans les partis réformistes que les révolutionnaires peuvent démontrer la validité de leurs explications du monde.
C'est dans ce contexte qu'il a été dit que « les révolutionnaires doivent être les meilleurs réformistes ».
À partir de 1924, et surtout 1928, le front unique par en haut est progressivement remis en cause au profit du front unique par en bas, contre la direction socialiste considérée comme social-fasciste.

## Oppositions
Au sein du parti communiste se trouvent des opposants à cette tactique, dont à la fin des années 1920 Charles Friedrich.